# Зеленолика папагалова амадина
Зеленоликата папагалова амадина (Erythrura viridifacies) е вид птица от семейство Estrildidae. Видът е световно застрашен, със статут Уязвим.

## Разпространение и местообитание
Разпространен е във Филипините.